# Jakub Dziaduski
Jakub Pietuch Dziaduski herbu Jelita OFM (ur. ?, zm. 15 marca 1568) – polski duchowny rzymskokatolicki, bernardyn, gwardian poznański, biskup margartiteński w 1540 roku, biskup pomocniczy poznański, archidiakon poznański, kanonik poznański.

## Życiorys
Działał w poznańskim klasztorze bernardyńskim.
15 marca 1540 papież Paweł III prekonizował go biskupem pomocniczym poznańskim oraz biskupem in partibus infidelium enneńskim. Brak informacji kiedy i od kogo przyjął sakrę biskupią. Urząd pełnił do śmierci.